# سیارک ۹۷۷۵
سیارک ۹۷۷۵ (به انگلیسی: 9775 Joeferguson، نامگذاری:1993OH12) نه هزار و هفتصد و هفتاد و پنجمین سیارک کشف شده‌است که در ۱۹ ژوئیه ۱۹۹۳ کشف شد.
قدر مطلق سیارک برابر ۱۷.۸ است.